# Stegophiura vivipara
Stegophiura vivipara är en ormstjärneart som beskrevs av Matsumoto 1915. Stegophiura vivipara ingår i släktet Stegophiura och familjen fransormstjärnor. Inga underarter finns listade i Catalogue of Life.